# Johann Heinrich Gelbke
Johann Heinrich Gelbke (* 15. Juni 1746 in Benneckenstein; † 26. August 1822 in Gotha) war ein deutscher Historiker und Verwaltungsbeamter.

## Leben
Gelbkes Ausbildung ist unbekannt. Insgesamt liegen wenige Informationen über sein Leben vor. Er war zunächst Instruktor des Erbprinzen Ernst von Sachsen-Coburg-Saalfeld und wurde später Kammersekretär. Am 13. Dezember 1779 wurde er zum Konsistorialassessor in Gotha ernannt, bevor er dort am 8. Dezember 1783 zum Oberkonsistorialrat befördert wurde. Zuletzt war er Vizepräsident des Gothaer Oberkonsistoriums. 
Gelbkes Hauptwerk ist die dreibändige Schrift Kirchen- und Schulenverfassung des Herzogthums Gotha. Ein weiteres dreibändiges Werk legte er zu Herzog Ernst I. von Sachsen-Gotha-Altenburg vor.
Gelbke war mit Elisabeth, der jüngsten Tochter von August Ludwig von Schlözer, verheiratet.

## Werke (Auswahl)
- Kirchen- und Schulen-Verfassung des Herzogtums Gotha, 3 Bände, Ettinger, Gotha 1790–1799.
- Der Naumburgische Fürstentag oder wichtige Urkunden und Acten, den wegen erneuerter Unterschrift der Augspurgischen Confession u. Beschickung d. Concilii zu Trident, von d. Protestant. Fürsten u. Ständen in Deutschland 1561 zu Naumburg a. d. Saale gehaltenen Convent betreffend, Crusius, Leipzig 1793.
- Herzog Ernst der Erste genannt der Fromme zu Gotha als Mensch und Regent: Eine historische Darstellung aus Acten und bewährten Druckschriften gezogen und mit einem Urkundenbuche, 3 Bände, Perthes, Gotha 1810.